# 公平路站
公平路站是位于吉林省长春市二道区的一个运营中的轻轨车站，位于吉林大路站与自由大路站之间，属于长春轨道交通4号线。由于本站东侧出入口建设问题，本站未能与4号线初期其他车站同时开通。本站最终于2012年12月17日开通。

## 车站构造
两个侧式站台，为高架车站。其中A出口通道与东侧居民楼连接。
| 2                 | 站台、出入口 | \| A出口站厅 \| \| \| \| 側式 · 開右邊车门 \| \| \| \| \| \| █ 4号线往长春站北（吉林大路） \| \| \| \| █ 4号线往天新路（海口路） \| \| 側式 · 開右邊车门 \| \| \| \| B出口站厅 \| \| \| |
| G                 | 地面         | A出口、B出口 |
| A出口站厅         |              | |
| 側式 · 開右邊车门 |              | |
|                   |              | █ 4号线往长春站北（吉林大路） |
|                   |              | █ 4号线往天新路（海口路） |
| 側式 · 開右邊车门 |              | |
| B出口站厅         |              | |

## 车站周边
- 中国信合
- 生产资料市场